# Xanthindehydrogenase
Xanthindehydrogenase (XDH) und Xanthinoxidase (XO, manchmal auch XAO) sind zwei unterschiedliche Formen desselben Metalloenzyms (eine Hydroxylase), welches die zweistufige Oxidation von Hypoxanthin über Xanthin zur Harnsäure katalysiert. Im Menschen findet es sich hauptsächlich in der Leber, im Dünndarm und in Brustdrüsenzellen. In seiner XDH-Form nutzt es in beiden Reaktionen bevorzugt NAD+ als Elektronenakzeptor.
Oxidation von Hypoxanthin zu Xanthin durch XDH:
 + NAD+ + H2O →    + NADH  + H+
Oxidation von Xanthin zu Harnsäure durch XDH:
 + NAD+ + H2O →   + NADH  + H+
Das in vivo ursprünglich als XDH vorliegende Enzym kann leicht in XO umgewandelt werden (z. B. bei einer Hypoxie). In dieser Form bevorzugt es molekularen Sauerstoff als Elektronenakzeptor.
Oxidation von Hypoxanthin zu Xanthin durch XO:
 + O2 + H2O →  + H2O2
Oxidation von Xanthin zu Harnsäure durch XO:
 + O2 + H2O →  + H2O2
Das Enzym besteht aus zwei identischen Untereinheiten, deren aktive Zentren je ein Molybdänatom, gebunden in Form des Molybdän-Cofaktors (MoCo), aufweisen. Jede Untereinheit enthält zudem zwei unterscheidbare Zwei-Eisen-zwei-Schwefel-Cluster (2Fe-2S) und ein FAD-Molekül. In Prokaryoten werden die MoCo-, (2Fe-2S)- und FAD-Domäne von zwei bzw. drei Genen kodiert, in Eukaryoten sind die Domänen in einem Gen fusioniert. Das Enzym kommt daher in Eukaryoten als Homodimer vor, in Prokaryoten als Heterotetramer bzw. Heterohexamer.
Erhöhter Harnsäurespiegel ist als Gicht bekannt. Gicht kann daher auch mit einem Inhibitor der Xanthinoxidase behandelt werden; zum Beispiel Allopurinol oder Febuxostat. Allopurinol bindet sich fest an die reduzierte Form der Xanthinoxidase und inaktiviert sie somit. Dadurch wird die Produktion der  schwerlöslichen Harnsäure verringert und die Konzentration der besser löslichen Verbindungen Xanthin und Hypoxanthin erhöht.